# Dionisio Villacorta
Dionisio Villacorta (Zacatecoluca - ?) fue gobernante de la república de El Salvador desde el 30 de junio al 19 de julio de 1842. El suyo fue un período de transición durante el que convocó elecciones para Presidente y Vicepresidente de la República. Entregó la presidencia al General y licenciado José Escolástico Marín.
- Datos: Q5807605